# Nathan Hines
Nathan John Hines (* 29. November 1976 in Wagga Wagga, Australien) ist ein ehemaliger schottischer Rugby-Union-Spieler, der für ASM Clermont Auvergne und die schottische Nationalmannschaft aktiv war. Er spielte in der zweiten Reihe.
Hines begann als Rugby-League-Spieler in Australien seine Karriere bei den North Sydney Bears. Nach einem Jahr wechselte er zum Rugby Union und kam 1998 nach Schottland. Mit dem Gala RFC holte er den Titel in der Division 2 der Premiership und gewann den Scottish Cup. Nach einer Saison wechselte er zu Edinburgh Rugby.
Im Jahr 2000 gab Hines sein Debüt für die schottische Nationalmannschaft gegen Neuseeland. Er war aufgrund der Herkunft seines Vaters, der aus Glasgow stammt, berechtigt, für Schottland zu spielen. 2002 erzielte er während der Nordamerikatour der Nationalmannschaft seinen ersten Versuch und war im Spiel gegen die Vereinigten Staaten der erste Schotte, der in einem internationalen Rugby-Union-Spiel vom Platz gestellt wurde. Er wechselte 2005 nach Frankreich zu USA Perpignan.
Hines spielte bei den Weltmeisterschaften 2003 und 2007. Im Jahr 2009 wurde er für die Südafrika-Tour der British and Irish Lions nominiert. Im Anschluss wechselte er von Perpignan zur Provinz Leinster. Von 2011  bis 2014 spielte er für den französischen Verein ASM Clermont Auvergne und danach bei den Sale Sharks. 2015 beendete er seine aktive Karriere.